# Neopomacentrus sororius
 Neopomacentrus sororius és una espècie de peix de la família dels pomacèntrids i de l'ordre dels perciformes.

## Morfologia
Els mascles poden assolir els 6,4 cm de longitud total.

## Distribució geogràfica
Es troba des de Kenya fins a Tailàndia i Indonèsia.